# Bộ Chè
Bộ Chè (tên khoa học Theales) là một danh pháp thực vật ở cấp độ bộ. Tên gọi này được sử dụng trong hệ thống Cronquist cho một bộ nằm trong phân lớp Sổ (Dilleniidae) và trong phiên bản năm 1981 của hệ thống này thì người ta định nghĩa bộ này như sau:
- bộ Theales
họ Actinidiaceae - họ Đằng lê (dương đào), kivi
họ Caryocaraceae
họ Clusiaceae - họ Bứa, măng cụt, mù u v.v
họ Dipterocarpaceae - họ Dầu
họ Elatinaceae
họ Marcgraviaceae
họ Medusagynaceae - họ Sứa (thực vật) ở đảo Mahé, Seychelles
họ Ochnaceae - họ Mai (vàng, đỏ, tứ quý v.v)
họ Oncothecaceae
họ Paracryphiaceae
họ Pellicieraceae
họ Pentaphylacaceae - họ Ngũ liệt
họ Quiinaceae
họ Sphaerosepalaceae
họ Scytopetalaceae
họ Tetrameristaceae
họ Theaceae - họ Chè

Trong hệ thống APG II (sử dụng trong Wikipedia) thì các họ được cho vào bộ này được xếp lại trong nhiều bộ khác nhau, trong số đó chủ yếu là hai bộ Malvales  (bộ Cẩm quỳ) và Malpighiales (bộ Sơ ri).